# Il racconto del naufrago
Il racconto del naufrago è un testo della letteratura dell'Antico Egitto, databile alla XII-XIII dinastia (1990 - 1645 a.C.), composto da autore ignoto e conservato nel papiro n. 1115 del Museo dell'Ermitage a San Pietroburgo.
La storia comincia con il ritorno di un funzionario del faraone dalla Nubia, dove si era recato a capo di una spedizione commerciale. A causa del fallimento di questa, egli teme di tornare al cospetto del faraone, ma un suo amico cerca di rassicurarlo, affermando che parlando astutamente riuscirebbe di certo a rabbonire il suo re.
In merito a questa vicenda decide di raccontargli la propria esperienza personale: anni addietro, durante una spedizione ordinata dal faraone, la sua nave naufragò tra le onde del Mar Rosso e tutto l'equipaggio morì. Solo lui sopravvisse, e le acque lo spinsero su un'isola dove incontrò un serpente, il signore di Punt. Questi lo accolse e gli predisse che dopo quattro mesi sarebbe arrivata una nave e sarebbe potuto tornare a casa. Così avvenne, e prima di partire il serpente gli donò moltissimi oggetti preziosi da portare al faraone. Così egli fece ritorno in Egitto, mentre l'isola con il serpente scomparirono, e il faraone lo accolse benevolmente, facendolo addirittura entrare a far parte della propria corte.
Le parole dell'amico però non sortiscono l'effetto sperato, e il racconto termina con le parole sconsolate del protagonista, cosciente della rovinosa sorte alla quale sta andando incontro.